# Lautenbach (Bade-Wurtemberg)
Pour les articles homonymes, voir Lautenbach (homonymie).
Lautenbach est une commune de Bade-Wurtemberg (Allemagne), située dans l'arrondissement de l'Ortenau, dans le district de Fribourg-en-Brisgau. Elle se trouve dans la vallée de la Rench.

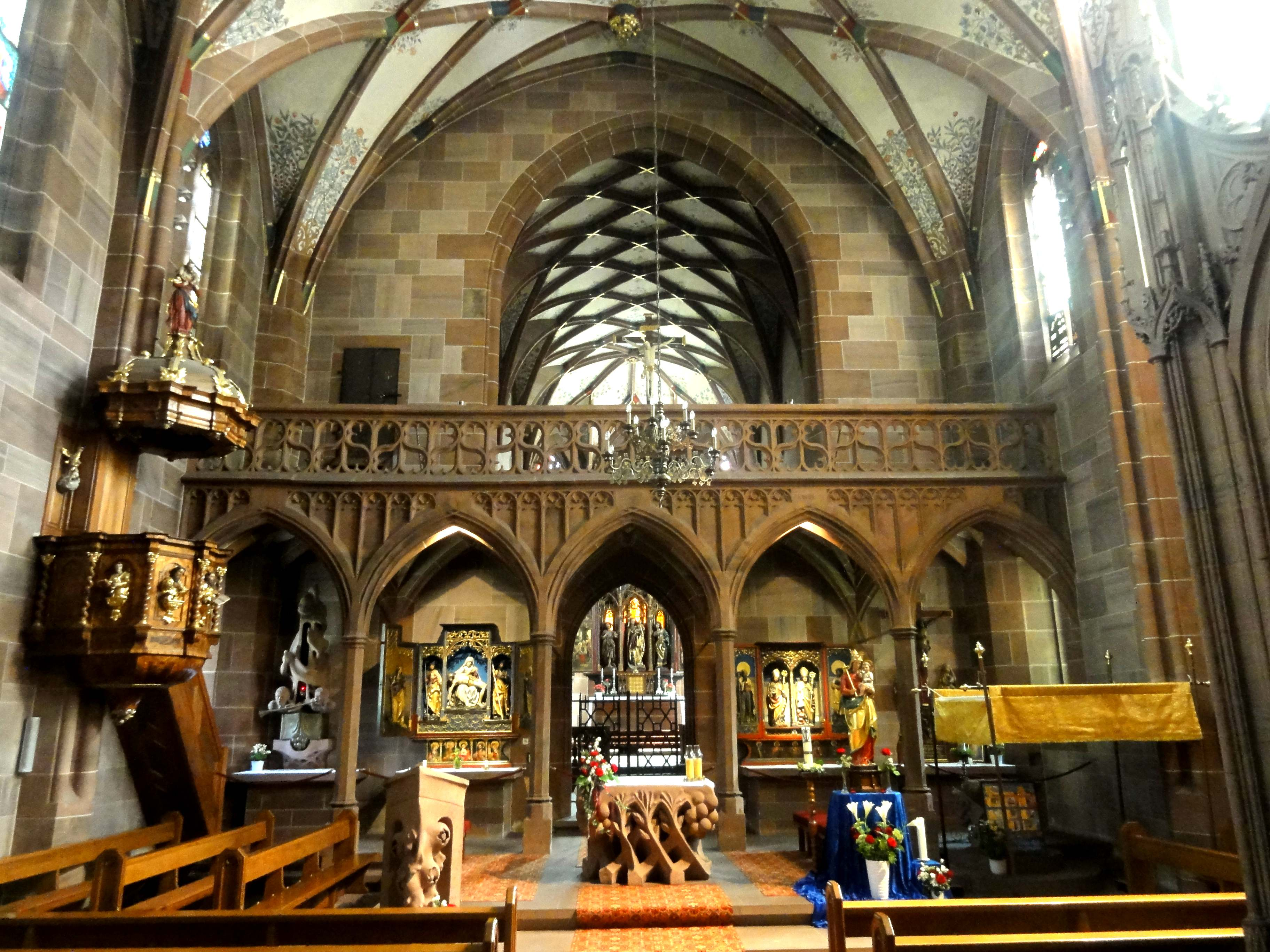
L'église de pèlerinage conserve un jubé.